# Derű Egyháza
A Derű Egyház Magyarországon bejegyzett kisegyház (2012. január 1-től a kormány döntése miatt az Egyesületi törvény hatálya alatt működik), amely 2006-ban jött létre 100 ember kezdeményezésére.
Az egyház fő célja önbevallása szerint az "egyház" szó pozitív tartalmának visszaállítása, pozitív kezdeményezések felkarolása.
Az egyház mottója: ”A derűs keresztyén jó ajánlás a hithez. Ahogyan a kirakat elé állsz megnézni, mi mindent lehet ott kapni, éppen úgy tekintenek az emberek az arcodra, vajon mi lakik a szívedben, ezért hát bátran örvendj, hisz új napra virradtunk.”

## Külső hivatkozások
- A Derű Egyház hivatalos honlapja